# Hawk MD3R
La Hawk MD3R est une voiture de course de type Le Mans Prototype à moteur central qui a couru entre 1994-1995 et 1997-2001 sur des circuits comme le Daytona International Speedway, Sebring et Laguna Seca,. Cette voiture est souvent équipée d'un moteur Mazda tel que le 2.0 L 3-Rotor, mais elle a également couru avec un moteur Chevrolet. Le véhicule a été utilisé le plus souvent par Support Net Racing Inc., Team South Carolina ou Genesis Racing.